# Seazzadactylus
Seazzadactylus (il cui nome significa "dito del Seazza", dal Rio Seazza dove è stato trovato l'olotipo) è un genere estinto di pterosauro basale scoperto nelle rocce del Triassico superiore (Norico), in Italia. Il genere contiene una singola specie, S. venieri.

## Descrizione
Nella sua descrizione di Seazzadactylus, Dalla Vecchia ha identificato una serie di caratteri apomorfici: nella premascella i denti sono limitati alla metà anteriore. L'osso giugale presenta un processo anteroventrale alto, che si assottiglia in avanti a formare una punta simile ad un ago. Il corpo principale dell'osso giugale presenta nel mezzo un grande forame. Il ramo anteriore dell'osso pterigoideo è piegato lateralmente ad angolo retto. L'osso ectopterigoideo è posizionato dietro lo pterigoideo e presenta processi laterale e posteriore ricurvi. I denti della mascella e della mandibola possiedono più cuspidi, a volte anche fino a sei o sette, mentre non ci sono denti completamente spuntati con tre cuspidi. I primi tre denti mascellari sono ricurvi, con la curvatura che diminuisce gradualmente dal primo al terzo. La scapola è a forma di ventaglio, espansa nella parte posteriore. L'osso pteroide è piccolo, sottile e a forma di punto esclamativo.

## Classificazione
Nell'analisi filogenetica pubblicata da Dalla Vecchia, Seazzadactylus si colloca all'interno di Pterosauria in una posizione basale al di fuori di Monofenestrata. Appartiene ad un clade ancora privo di nome costituito esclusivamente da specie triassiche e che include: Arcticodactylus, Austriadraco, Carniadactylus, Raeticodactylus e Caviramus. All'interno di questo clade, Seazzadactylus si trova tra Austriadraco e Carniadactylus. Nella stessa analisi, Eudimorphodon non ricade all'interno di questo clade, ma in una posizione più derivata, come sister taxon di Lonchognatha.

## Storia della scoperta

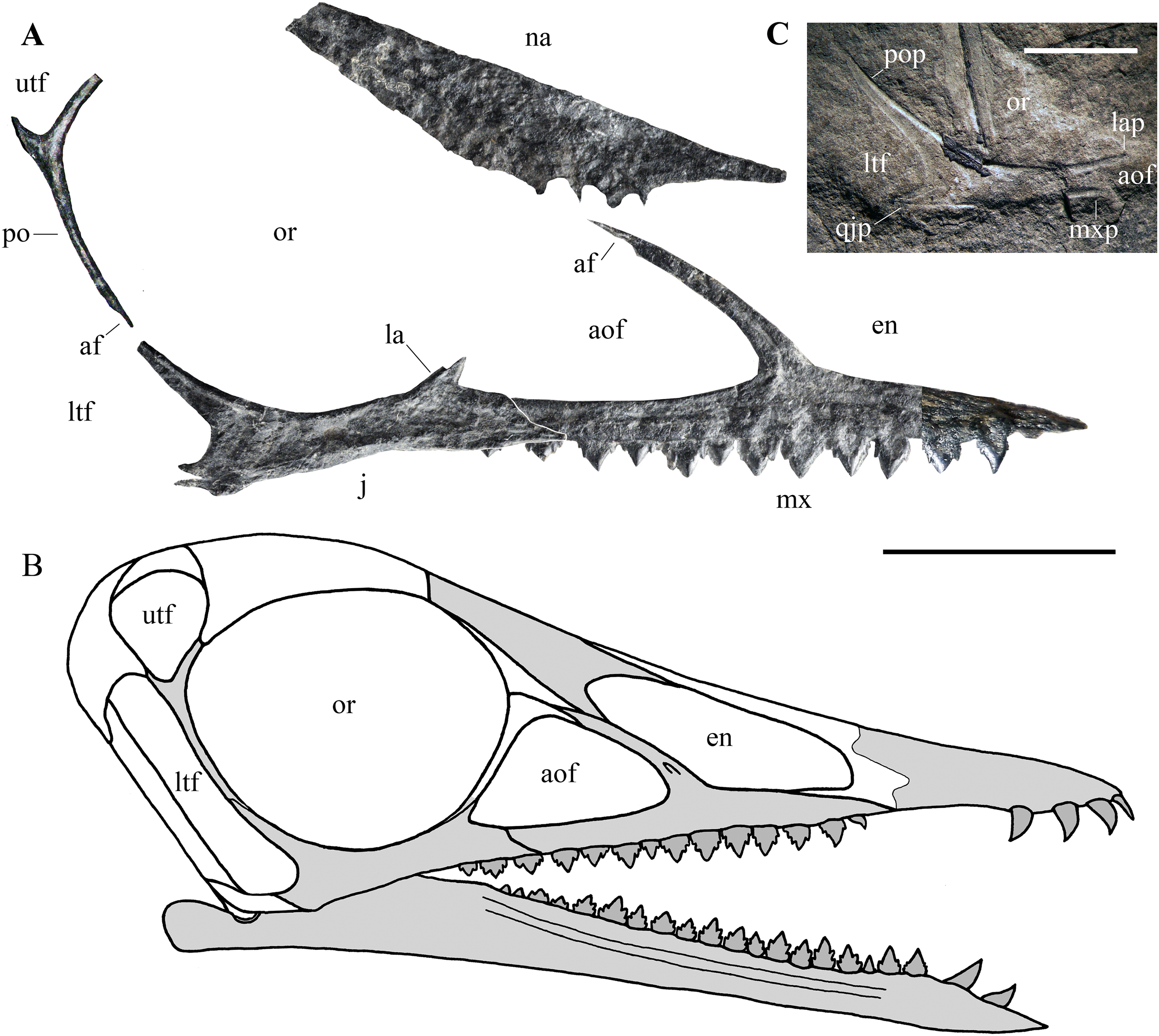
Ossa e ricostruzione del cranio di S. venieri

L'unico fossile di Seazzadactylus è stato scoperto nel 1997 da Umberto Venier in un masso che giaceva nel letto del Rio Seazza, poco prima della sua confluenza nel fiume Tagliamento, vicino a Preone, nelle Prealpi Carniche. Venier portò subito il reperto al Museo Friulano di Storia Naturale di Udine. Dopo la preparazione, terminata nel 2001, il paleontologo Fabio Marco Dalla Vecchia studiò il reperto. Nel 2003, Dalla Vecchia riferì l'esemplare al genere Eudimorphodon. In seguito, tuttavia, un'ulteriore preparazione e confronti con altri pterosauri descritti nel frattempo, fece concludere a Dalla Vecchia che si trattava di una specie nuova per la scienza, che non poteva essere riferita né ad Eudimorphodon nè a Carniadactylus. L'annuncio che si trattava di una nuova specie fu presentato ad un simposio internazionale in Cina nel 2010.
Nel 2019, Dalla Vecchia ha denominato e pubblicato la specie tipo (ed al momento unica specie del genere) Seazzadactylus venieri. Il nome generico, Seazzadactylus, combina il nome Seazza, il torrente in cui è stato ritrovato il fossile, con il termine greco daktylos ossia "dito". Il nome specifico, venieri, onora invece Umberto Venier che ha scoperto l'esemplare.
L'olotipo, MFSN 21545, proviene dalla Dolomia di Forni, una formazione che risale al Norico, medio-superiore (Triassico superiore). L'esemplare è costituito da uno scheletro parziale che comprende parte del cranio e la mandibola. Mancano la coda e gran parte delle zampe posteriori. Lo scheletro non è articolato ma le ossa sono in stretta associazione. Si tratta probabilmente di un individuo non ancora completamente cresciuto.